# 默尼斯泰

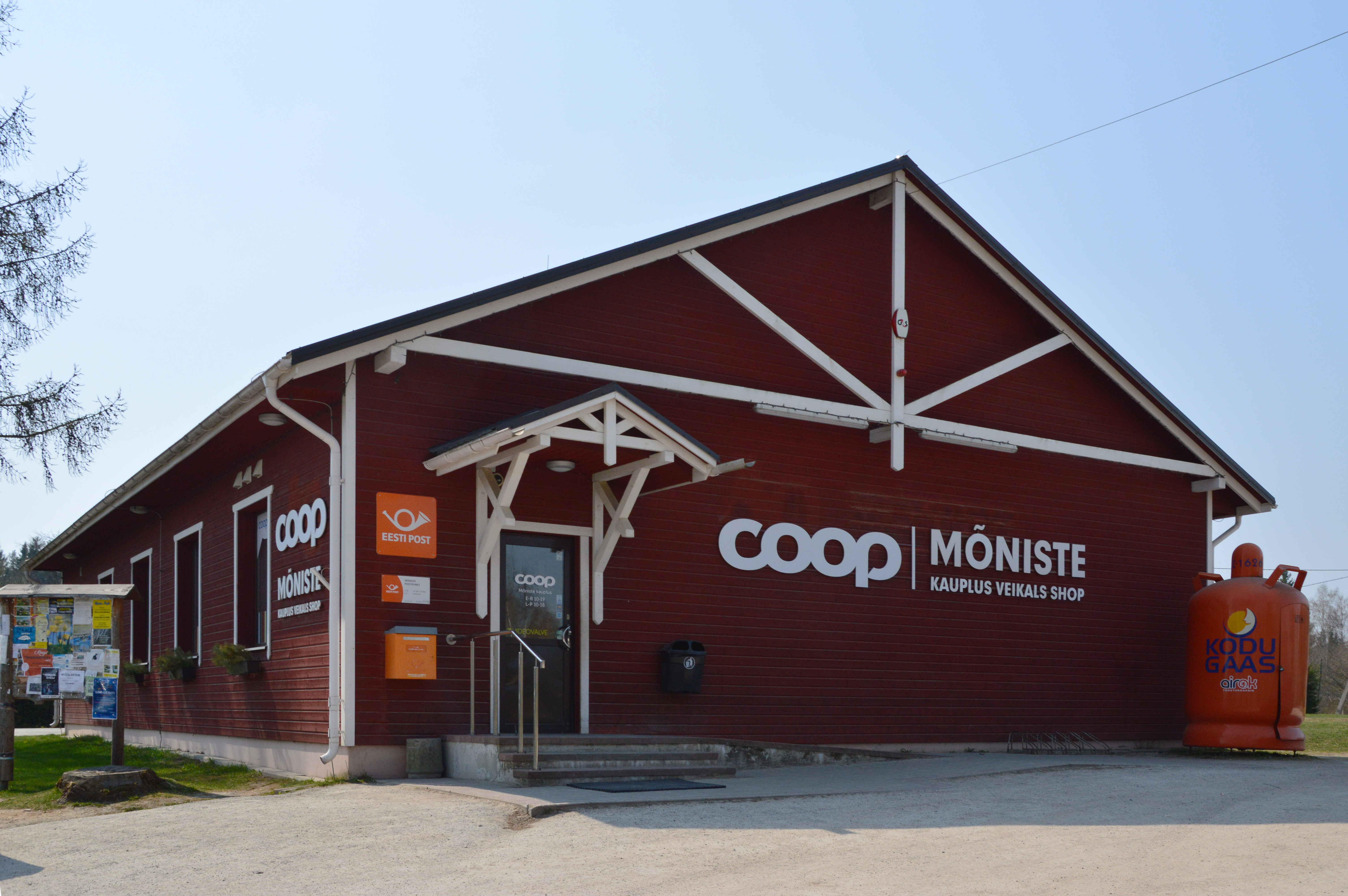
村内商店

默尼斯泰是愛沙尼亞沃魯縣勒乌格市镇内的村庄，位於該國東南部，曾是原默尼斯泰市镇的行政中i性能，處於首都塔林東南面230公里，海拔高度79米，2012年該村庄人口229。
57°36′33″N 26°36′49″E / 57.60917°N 26.61361°E